# Maria Caspar-Filser
Maria Caspar-Filser (* 7. srpna 1878, Riedlingen, Německo - 12. února 1968, Brannenburg, Německo) byla německá malířka. Její manžel Karl Caspar byl také malířem. V roce 1937 byla její díla spolu s mnoha dalšími vystavena na výstavě Entartete Kunst v Mnichově. Na této výstavě byla i díla jejího manžela.